# FCM Târgoviște
Der FCM Târgoviște ist ein rumänischer Fußballverein aus Târgoviște. Er spielte neun Jahre in der höchsten rumänischen Fußballliga, der Liga 1. Seit 2009 spielt er in der dritthöchsten Spielklasse, der Liga III.

## Geschichte
Der FCM Târgoviște wurde im Jahr 1950 unter dem Namen Energia Târgoviște gegründet. In der Saison 1956 spielte der Verein erstmals in der überregionalen Divizia C. Nachdem er seinen Namen im Jahr 1957 in Metalul Târgoviște geändert hatte, gelang im Jahr 1959 der Sprung in die zweithöchste Spielklasse, die Divizia B. Auch diese Liga war lediglich eine Durchgangsstation im Aufstieg von Metalul. Bereits zwei Jahre später schaffte Metalul den Durchmarsch und spielte in der Saison 1961/62 in der Divizia A.
Dieser Erfolg blieb für mehr als 15 Jahre einmalig, denn Metalul stieg unmittelbar wieder ab und musste im Jahr 1967 gar den Gang in die Divizia C antreten. Von 1969 bis 1977 gehörte der Verein wiederum der Divizia B an, im Jahr 1972 wurde der Vereinsname in CS Târgoviște (auf Deutsch Sportclub Târgoviște) geändert. Ende der 1970er- und Anfang der 1980er-Jahre folgte die erfolgreichste Zeit von CS. Zwischen 1977 und 1984 gehörte der Verein bis auf eine kurze Unterbrechung der Divizia A an, spielte dabei aber zumeist gegen den Abstieg. In der Saison 1978/79 wurde mit dem siebten Platz die bisher beste Platzierung überhaupt erreicht.
Nach dem Abstieg konnte CS nicht an frühere Jahre anknüpfen und musste im Jahr 1992 erneut den Gang in die Divizia C antreten. In den 1990er-Jahren entwickelte sich der Verein zur Fahrstuhlmannschaft. Während nach der Umbenennung in Oțelul Târgoviște (auf Deutsch Stahl Târgoviște) im Jahr 1994 zunächst der Aufstieg in die Divizia B und ein Jahr später der Durchmarsch gelang, folgte kurz darauf – ab 1996 unter dem Namen CF Chindia Târgoviște – der umgekehrte Weg: Im Jahr 2000 stieg Chindia in die Divizia C ab.
Nach dem Wiederaufstieg im Jahr 2003 änderte der Verein den Namen in den heute noch gültigen FC Municipal Târgoviște (auf Deutsch Städtischer Fußballclub Târgoviște). Im Sommer 2004, wenige Tage vor dem Start der Zweitligasaison 2004/05, stand der hochverschuldete Klub unmittelbar vor seiner Auflösung und dem Ausschluss aus dem Ligabetrieb. Am 19. August 2004 übernahm der Geschäftsmann Ghiorghi Zotic die Führung des Vereins, beglich die Schulden gegenüber ehemaligen Spielern und Trainern und verpflichtete innerhalb von 16 Stunden den Trainer Marin Olteanu sowie 12 Spieler von dem Drittligisten ALPAN Universitatea Târgoviște. Nach der Heimniederlage gegen Petrolul Moinești trat Trainer Olteanu am 16. Oktober 2004 von seinem Amt zurück und wurde durch Silviu Dumitrescu ersetzt. Nach der Auswärtsniederlage am 9. April 2005 gegen Altay Constanța wurde Dumitrescu durch den bisherigen Co-Trainer Gicu Dumitrașcu abgelöst.
2005 konnte der Abstieg in die Liga III nur auf Grund des Rückzugs von Unirea Focșani verhindert werden, woraufhin im Juni 2005 der Slowene Ivo Sajh Trainer der Mannschaft wurde. Im November 2005 stand FCM nach 14 Spieltagen auf einem Abstiegsplatz und Daniel Ostafi übernahm als neuer Trainer das Team, wurde jedoch bereits Ende März 2006 nach zwei Spieltagen der Rückrunde entlassen. Sein Nachfolger Leonida Nedelcu, der FCM Târgoviște in der Rückrunde an zwölf Spieltagen betreute, konnte den sportlichen Abstieg nicht verhindern und wurde vor dem letzten Spieltag durch Ion Pitaru abgelöst. Nach dem Saisonende wurde allerdings Altay Constanța dessen Zweitligaplatz abgekauft und am 30. Juni 2006 Octavian Grigore als neuer Trainer verpflichtet. Nach enttäuschenden Ergebnissen in der Saison 2006/07 wurde Grigore zunächst im Oktober 2006 durch Ilie Stan ersetzt, dieser zum Ende der Hinrunde im November 2006 nach fünf Ligaspielen entlassen und dessen Nachfolger Vasile Silaghi noch vor seinem ersten Ligaspiel im Februar 2007 durch Marius Oprea, den bisherigen Coach der zweiten Mannschaft von Rapid Bukarest, ersetzt. Doch bereits im Juni 2007 musste Oprea Ion Constantin weichen, der kurz zuvor mit der zweiten Mannschaft das Relegationsspiel um den Aufstieg in die Liga III gegen Comprest Bukarest gewonnen hatte. Dieser Drittligaplatz wurde anschließend an ASC Clinceni Ilfov abgetreten.
Am 23. Juni 2007 unterschrieb der bisherige Spieler von Pandurii Târgu Jiu Adrian Bogoi einen Vertrag als Spielertrainer für die Saison 2007/08. Ihm wurde ab dem 17. September 2007 mit dem ehemaligen Nationalspieler Adrian Matei ein technischer Sportdirektor zur Seite gestellt. Dieser hatte zuvor bei Minerul Lupeni in der Liga II sowie bei AS Rocar Bukarest in der Liga III Trainererfahrung gesammelt und übernahm nach dem sechsten Zweitligaspieltag selbst das Coaching des Teams. Nach zehn Meisterschaftsspielen wurde Matei im November 2007 entlassen und durch Ion Constantin ersetzt.
Nach einem misslungenen Start in die Saison 2008/09 ließ sich Ion Constantin am 2. September 2008 zum Co-Trainer von Petre Gigiu degradieren. Dieser wurde jedoch acht Spieltage später wieder entlassen und Ion Constantin kehrte Ende Oktober 2008 zum Auswärtsspiel bei Universitatea Cluj als Cheftrainer zurück. Am 14. April 2009 musste er sein Amt aufgeben und wurde durch die Zwillingsbrüder Gheorghe Becheanu und Haralambie Becheanu ersetzt, die davor Trainer bei Petrolul Târgoviște in der Liga IV waren. Von den letzten zehn Ligaspielen unter ihrer Führung gingen acht verloren, so dass FCM Târgoviște im Sommer 2009 als Tabellenvorletzter in die dritthöchste Spielklasse abstieg, wo der Verein seither spielt. Am 19. September 2009 wurden die Gebrüder Becheanu nach dem schwachen Saisonstart in der Liga III entlassen und zwei Tage später kehrte Ion Constantin erneut als Trainer zurück.
Die Stadtverwaltung hatte sich in der Zwischenzeit mit Mäzen Ghiorghi Zotic zerstritten und mit dem CSM Târgoviște 2008 einen neuen Klub gegründet, der bereits 2009 in die Liga III aufgestiegen war, dort aber in der Saison 2009/10 in einer anderen Staffel als FCM antrat. Im März 2010 lief der Vertrag, der die Nutzung des Stadionul Eugen Popescu durch FCM betraf, ab und wurde nicht verlängert. Seither trägt der Klub seine Heimspiele nicht mehr in der Kreishauptstadt Târgoviște, sondern im neun Kilometer entfernten Alpan-Stadion von Șotânga aus. Dort verpasste er am letzten Spieltag der Saison 2009/10 durch eine Heimniederlage gegen Alro Slatina den Aufstieg in die Liga II. Daraufhin trat Cătălin Neculăescu-Zotic, den sein Schwiegervater Ghiorghi Zotic am 27. Mai 2009 zum Präsidenten des Vereins ernannt hatte, von seinem Amt zurück. Mitte November 2010 wechselte Constantin in den Jugendbereich des Vereins und Ion Stăncescu wurde für kurze Zeit sein Nachfolger. Im Januar 2011 wurde zunächst der bisherige Spieler Cristian Bădoiu zum neuen Spielertrainer ernannt, doch tatsächlich wurde das Training in der Rückrunde der Saison 2010/11 zunächst von Gigi Iordache und später von Ion Constantin geleitet. Cristian Bădoiu wurde im Juli 2011 als neuer Cheftrainer vorgestellt.
Nach einem schwachen Saisonstart in die Saison 2011/12 versetzte Mäzen Ghiorghi Zotic Bădoiu am 19. September 2011 in den Jugendbereich der Academia FCM Târgoviște und ersetzte ihn am 27. September 2011 durch Remus Gâlmencea, der bis zu diesem Zeitpunkt Petrolul Târgoviște in der Liga IV trainiert hatte.
CSM Târgoviște benannte sich 2010 in Chindia Târgoviște um und schaffte mit der finanziellen Unterstützung von Gheorghe Popescu und Ion Crăciunescu zum Ende der Saison 2010/11 als Staffelgegner von FCM den Aufstieg in die Liga II. Insgesamt 12 Spieler wechselten 2011 von FCM zu Chindia, im Gegenzug überließ Chindia dem Drittligisten 20 Jugendspieler. Crăciunescu verließ den Verein im Oktober 2011, um bei dem rumänischen Fußballverband eine führende Position im Schiedsrichterwesen anzunehmen.

## Erfolge
- Aufstieg in der Divizia A: 1961, 1977, 1981, 1996

## Bekannte Spieler
- Iulian Chiriță
- Narcis Coman
- Laurențiu Reghecampf
- Mircea Onisemiuc
- Claudius Sava
- Gheorghe Tătaru
- Christian Sagna

## Ehemalige Trainer
- Marin Olteanu (August 2004 – Oktober 2004)
- Silviu Dumitrescu (Oktober 2004 – April 2005)
- Gicu Dumitrașcu (April 2005 – Juni 2005)
- Ivo Sajh (Juni 2005 – November 2005)
- Daniel Ostafi (November 2005 – März 2006)
- Leonida Nedelcu (März 2006 – Mai 2006)
- Ion Pitaru (Mai 2006 – Juni 2006)
- Octavian Grigore (Juni 2006 – Oktober 2006)
- Ilie Stan (Oktober 2006 – November 2006)
- Vasile Silaghi (November 2006 – Februar 2007)
- Marius Oprea (Februar 2007 – Juni 2007)
- Ion Constantin (Juni 2007, November 2007 – September 2008, Oktober 2008 – April 2009, September 2009 – November 2010, April 2011 – Juni 2011)
- Adrian Bogoi (Juni 2007 – September 2007)
- Adrian Matei (September 2007 – November 2007)
- Petre Gigiu (September 2008 – Oktober 2008)
- Gheorghe Becheanu und Haralambie Becheanu (April 2009 – September 2009)
- Ion Stăncescu (November 2010)
- Cristian Bădoiu (Januar 2011, Juli 2011 – September 2011)
- Gigi Iordache (März 2011)
- Remus Gâlmencea (September 2011 –)